# Крижопільська селищна територіальна громада
Крижопільська селищна громада — територіальна громада в Україні, у Тульчинському районі Вінницької області. Адміністративний центр — селище Крижопіль.
За даними на 2021 рік, площа громади складала 415,9 км², населення — 20 380 мешканців. За даними на 2022 рік, площа громади складала 421,9 км², населення — 19 974 мешканців.

## Населені пункти
У складі громади 1 селище (Крижопіль) і 18 сіл, що об'єднані у 8 старостинських округів:
| Голубецький старостинський округ - Голубече — центр округу - Княжа Криниця - Щасливе - Сонячне Жабокрицький старостинський округ - Жабокрич — центр округу - Павлівка Заболотненський старостинський округ - Заболотне — центр округу Красносільський старостинський округ - Красносілка — центр округу - Вигода - Залісся - Зеленянка | Крикливецький старостинський округ - Крикливець — центр округу - Іллівка Соколівський старостинський округ - Соколівка — центр округу - Куниче - Левків Тернівський старостинський округ - Тернівка — центр округу Шарапанівський старостинський округ - Шарапанівка — центр округу |

## Історія
Крижопільську селищну громаду було створено у червні 2020 року у складі Крижопільського району Вінницької області. У липні 2020 року Крижопільський район було розформовано та Крижопільська селищна громада увійшла до складу Тульчинського району Вінницької області. У вересні 2021 року у межах громади було створено 8 старостинських округів.
Від початку російського вторгнення в Україну у лютому 2022 року у Крижопільській селищній громаді було створено гуманітарний штаб для допомоги внутрішньо переміщеним особам та військовим. Станом на травень 2022 року у громаді було зареєстровано 1953 внутрішньо переміщених осіб, з них 576 дітей; транзитом через громаду проїхали 3419 українців.